# Shendina
Shendina is een geslacht van wantsen uit de familie van de Miridae (Blindwantsen). Het geslacht werd voor het eerst wetenschappelijk beschreven door Linnavuori in 1975.

## Soorten
Het genus is monotypisch en bevat alleen de volgende soort:

- Shendina globiceps Linnavuori, 1975